# Maria 2. af Portugal
Maria 2. (portugisisk: Dona Maria II; også Dona Maria da Glória i Brasilien; 4. april 1819 – 15. november 1853) var regerende dronning af Portugal fra 1826 til 1828 og igen fra 1834 til 1853.
Marias bedstefar Johan 6. døde i 1826. Maria blev udråbt dronning i et kompromis mellem hendes far, Pedro 1. kejser af Brasilien, og hendes onkel Miguel, der var i eksil i Østrig. Miguel vendte tilbage til Portugal, brød aftalen og besteg selv tronen. Efter en borgerkrig blev Maria igen dronning.
Hun var gift to gange.